# Parque nacional de Miguasha
El Parque Nacional de Miguasha es un parque nacional de la provincia de Quebec  que se encuentra en la península de Gaspesia, en  Canadá. Aunque lleva el título de parque nacional no es un parque nacional canadiense sino un parque provincial. Creado en el año 1985, el parque fue incluido en el año 1999 en el Patrimonio de la Humanidad de la Unesco a causa de sus grandes yacimientos de fósiles que completan la historia de la evolución de la vida sobre la Tierra.

## Descripción física
Las zonas costeras están formadas por rocas sedimentarias de una antigüedad de entre 350 a 375 millones de años, compuestas por estratos alternos de arena y limo. Que se encuentran bosques de abedules, álamos y abetos. Alguna de las especies de peces, fauna y esporas que se encuentran en el parque son antiguas o raras.

## Palaeontología

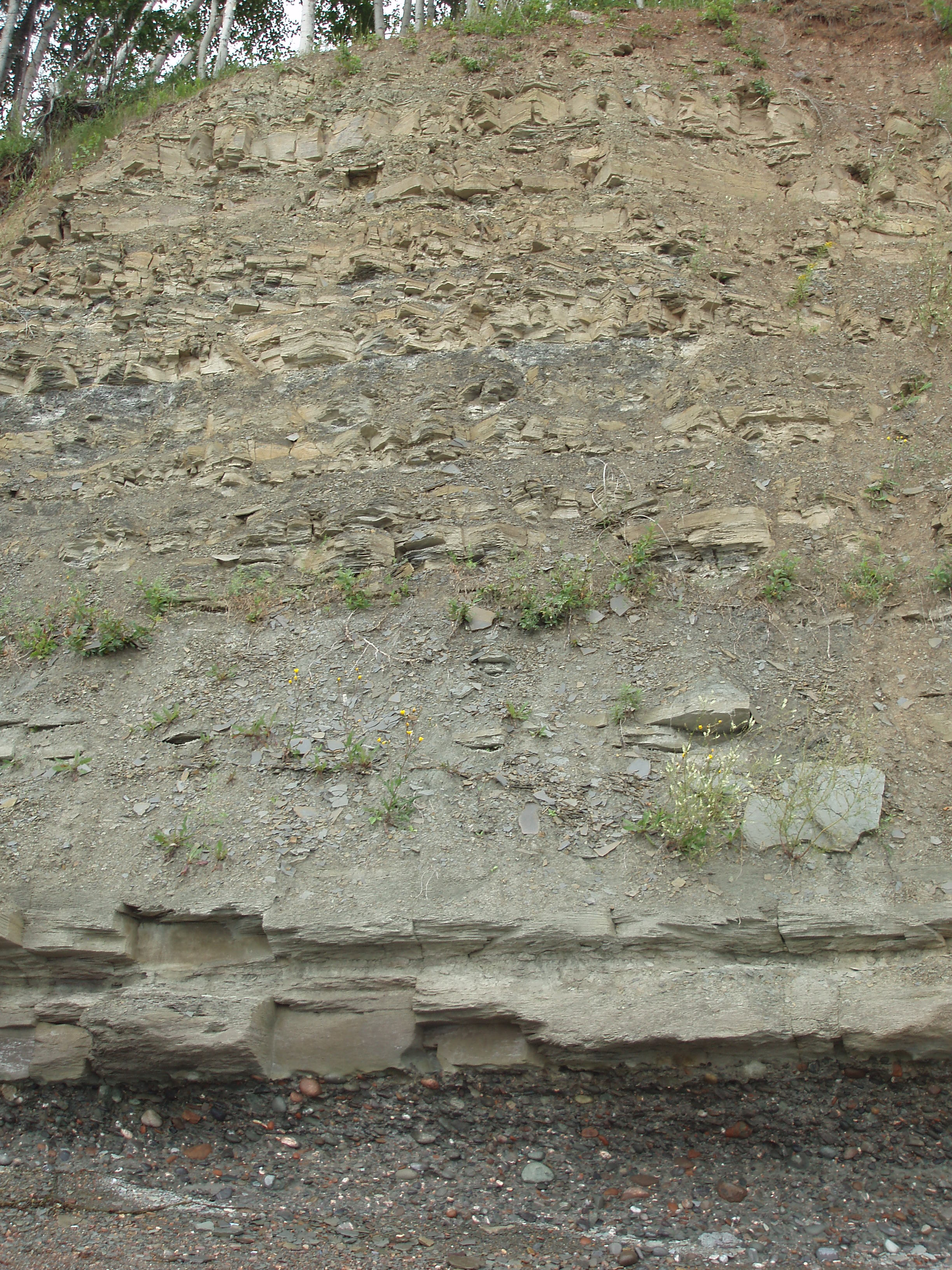
Afloramientos fósiles del período Devónico.

El parque nacional de Miguasha está considerado el más importante sito paleontológico por los fósiles del período Devónico, conocido como la 'era de los peces. Cinco de seis grupos de peces fósiles de este período, fechados hace 370 millones de años, se pueden encontrar dentro de los límites del parque. Así mismo, se han encontrado importantísimos fósiles en óptimo estado de conservación de Sarcopterygii, predecesores de los tetrápodos, que son los antepasados de los primeros vertebrados terrestres con cuatro extremidades.

## Historia
Este sitio fue instituido como un Parque para la conservación en el año 1985. En el año 1999 fue declarado Patrimonio de la Humanidad de la Unesco.
Los primeros fósiles de conchas en el año 1842 por Abraham Gesner (1797-1864), un geólogo y médico, uno de los fundadores de la industria petrolífera. Aquel año Gesner encontró una gran cantidad de restos fósiles, de conchas que llevó al Museo Británico de Londres y al London Scottish Museum de Edimburgo. Estos hallazgos causaron una gran emoción en todo el mundo.
A día de hoy otros 5000 fósiles han sido identificados, categorizados y clasificados en este sitio de enorme importancia.